# Fassmer SV 30
Fassmer SV 30 ist die Werftbezeichnung einer Baureihe von Vermessungsschiffen der Fassmer-Werft in Berne. Von dem Typ wurden drei Einheiten für die Wasserstraßen- und Schifffahrtsverwaltung des Bundes und ein viertes Schiff für eine rumänische Behörde gebaut.

## Geschichte
Die Schiffe des Typs wurden von der Fassmer-Werft in Berne gebaut. Der Schiffsrumpf wurde von der Jantar-Werft im russischen Kaliningrad zugeliefert.

## Technische Daten und Ausstattung
Die Schiffe werden von einem Sechszylinder-Viertakt-Dieselmotor des Herstellers Cummins (Typ: KTA 19 M) mit 447 kW Leistung angetrieben. Der Motor wirkt über ein Getriebe auf einen Festpropeller. Die Schiffe erreichen damit eine Geschwindigkeit von 12 kn. Das für Rumänien gebaute Schiff ist mit einem Volvo-Penta-Dieselmotor mit 701 kW Leistung ausgerüstet.
Für die Stromversorgung stehen zwei von Cummins-Dieselmotoren (Typ: 4B3.9G) angetriebene Generatoren mit jeweils 32,5 kVA Scheinleistung zur Verfügung. Die Schiffe verfügen über ein Bugstrahlruder mit rund 50 kW Leistung. Die Reichweite der Schiffe ist mit 683 sm angegeben.
Hinter den mittschiffs angeordneten Decksaufbauten befindet sich ein offenes Arbeitsdeck. Die Schiffe führen ein Arbeitsboot, das mit Hilfe eines Krans ins Wasser gesetzt bzw. an Deck geholt werden kann. Die Paapsand ist mit zwei Kranen im Achterschiffsbereich ausgerüstet.
Die Schiffe sind für die Durchführung von Wassertiefenmessungen (Peilungen) mit einem Vertikalecholot ausgestattet. Die Zenit erhielt 2015 ein neues Fächerlotsystem des Typs EM2040C von Kongsberg Maritime.

## Schiffe
| Fassmer SV 30 | Fassmer SV 30 | Fassmer SV 30 | Fassmer SV 30                                |
| Bauname       | Baunummer     | IMO-Nummer    | Kiellegung Stapellauf Fertigstellung         |
| ------------- | ------------- | ------------- | -------------------------------------------- |
| Jade          | 2601          | 9199165       | 5. Mai 1998 30. November 1998 Dezember 1998  |
| Paapsand      | 2602          | 9199177       | 5. Mai 1998 28. April 1999 Mai 1999          |
| Zenit         | 1960          | 9313187       | 24. Juni 2003 4. August 2003 5. Februar 2004 |
| Marina        | 1970          | 9319076       | Mai 2005                                     |

Die Jade wird vom Wasserstraßen- und Schifffahrtsamt Weser-Jade-Nordsee für Peilungen des Jadefahrwassers eingesetzt. Namensgeber ist der gleichnamige Fluss in Niedersachsen, der in den Jadebusen mündet.
Die Paapsand wurde im Juli 1997 von der damaligen Sonderstelle für Maschinenwesen in Brake (der späteren Technischen Fachstelle der Wasser- und Schifffahrtsdirektion Nordwest) in Auftrag gegeben. Das Schiff wurde von Elke Ferner, Staatssekretärin im Bundesministerium für Verkehr, Bau und Stadtentwicklung, getauft. Es wird vom Wasserstraßen- und Schifffahrtsamt Ems-Nordsee für Peilaufgaben überwiegend auf der Ems eingesetzt. Namensgeber ist die in der Emsmündung vor Delfzijl liegende Sandbank.
Die Zenit wurde Ende Mai 2002 bestellt. Das Schiff wurde am 5. Februar 2004 getauft und Mitte Februar vom damaligen Wasser- und Schifffahrtsamt Bremerhaven in Dienst gestellt. Es wird vom Wasserstraßen- und Schifffahrtsamt Weser-Jade-Nordsee für Peilaufgaben auf der Weser eingesetzt.
Die Marina wurde für eine rumänische Behörde gebaut und später in Marina 1 umbenannt. Sie wurde mit geklapptem Mast auf eigenem Kiel über Binnenwasserstraßen nach Rumänien überführt.